# ゴール (スリランカ)
ゴール（シンハラ語: ගාල්ල ガッラ、タミル語: காலி、英語: Galle）は、スリランカ南部州ゴール県の都市である。スリランカ南西海岸の先端部に位置しており、南部州の州都でかつゴール県の県都である。
人口は9万9,478人（2012年）。首都圏のコロンボより南に119kmの距離にある。スリランカ最南端の主要都市で、コロンボや東のマータラとの間には鉄道が運行されている。
ゴールは、ヨーロッパ人が南アジアや東南アジアに建設した城塞都市の典型的な例であり、ヨーロッパ建築と南アジア地域の伝統が混在している。ゴール城壁はヨーロッパの支配者により建設され、現在も残る城壁の中ではアジア最長である。その歴史的な旧市街地区は「ゴールの旧市街と要塞」の名でユネスコの世界遺産（文化遺産）に登録されている。

## 歴史

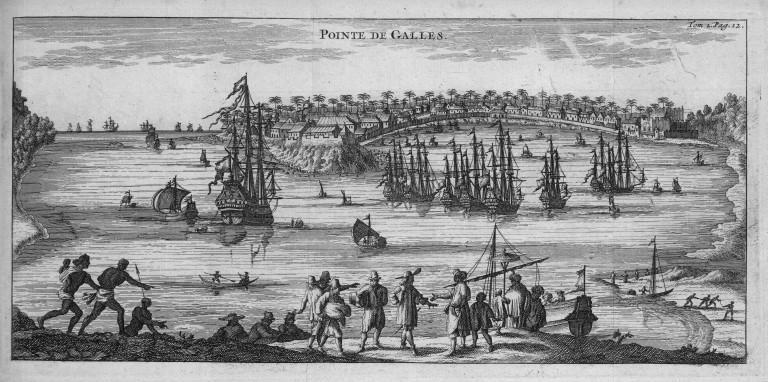
18世紀のゴール港

ゴールは古代から良く知られていた港であり、ペルシア人、アラブ人、ギリシャ人、ローマ人、マレー人にインド人、それに中国人といった多くの国々の商人がこの地を訪れていた。1411年に明の鄭和の2度目の来訪を記念して建立された石碑には、中国語、タミル語、ペルシア語の3か国語が刻まれている。
ゴールの近代史は1505年にポルトガル船が初めてこの土地にやってきた時から始まる。当時も町はセイロン島の主要港であり、"Gimhathiththa" と呼ばれていた。ロウレンソ・デ・アルメイダの艦は嵐によりゴール港に辿り着くも、住民から拒否され、武力によって入港を果たした。
1640年、ゴールを支配していたポルトガル軍はオランダ東インド会社に降伏、ゴールはオランダの支配下に入る。1663年には現在も残る要塞が建設された。要塞の壁には花崗岩が使用されており、また太陽・月・星と呼ばれる3つの稜堡が構築された。ゴールはオランダ植民地時代の18世紀に大きく発展した。
1796年にイギリスがオランダからこの島の支配権を奪うと、イギリスは要塞には手を加えず保存し、かつ要塞をゴールの行政の中心として使用した。
1988年、要塞に囲まれた旧市街がユネスコの世界遺産に登録される。
2004年12月26日に起きたスマトラ島沖地震では津波の被害を受け、ゴールの街だけで数千人が命を落とした。その後は復興が進み、2007年12月には再建されたゴール・インターナショナル・スタジアムでクリケット試合が催されている。

## 気候
ゴールはケッペンの気候区分では熱帯雨林気候に属す。ゴールには明確な乾季は存在しないが、1月から2月にかけては著しく降水量が減少する。全体的にはこの気候に属する多くの都市と同じ典型的な気候で、気温も年間を通して僅かに変化があるのみである。平均気温は年間を通して約26℃である。
| ゴールの気候         | ゴールの気候 | ゴールの気候 | ゴールの気候 | ゴールの気候 | ゴールの気候 | ゴールの気候 | ゴールの気候 | ゴールの気候 | ゴールの気候 | ゴールの気候 | ゴールの気候 | ゴールの気候 | ゴールの気候  |
| 月                   | 1月          | 2月          | 3月          | 4月          | 5月          | 6月          | 7月          | 8月          | 9月          | 10月         | 11月         | 12月         | 年            |
| -------------------- | ------------ | ------------ | ------------ | ------------ | ------------ | ------------ | ------------ | ------------ | ------------ | ------------ | ------------ | ------------ | ------------- |
| 日平均気温 °C （°F） | 25 (77)      | 26 (79)      | 27 (81)      | 27 (81)      | 27 (81)      | 27 (81)      | 26 (79)      | 26 (79)      | 26 (79)      | 26 (79)      | 26 (79)      | 25 (77)      | 26 (79)       |
| 降水量 mm （inch）   | 102 (4.02)   | 86 (3.39)    | 117 (4.61)   | 241 (9.49)   | 297 (11.69)  | 206 (8.11)   | 165 (6.5)    | 155 (6.1)    | 213 (8.39)   | 340 (13.39)  | 302 (11.89)  | 178 (7.01)   | 2,403 (94.61) |
| 出典：Weatherbase    |              |              |              |              |              |              |              |              |              |              |              |              |               |

## 人口動態
ゴールはスリランカの平均からいうと大き目の都市で、2012年時点の人口は9万9,478人になる。多数派はシンハラ人だが、フォート地区を中心に古代のアラブ商人の末裔であるスリランカ・ムーアもまた大きな人口を持っている。ゴールは外国人にも人気の町であり、外国人の住居や別荘も多く存在している。
| 民族                                 | 人口（2001年） | %     |
| ------------------------------------ | -------------- | ----- |
| シンハラ                             | 66,114         | 72.70 |
| スリランカ・ムーア                   | 23,234         | 25.55 |
| スリランカ・タミル                   | 989            | 1.09  |
| インド・タミル                       | 255            | 0.28  |
| その他（バーガー人やマレー人を含む） | 342            | 0.38  |
| 合計                                 | 90,934         | 100   |

## 交通
ゴールには鉄道のコーストラインが通っている。ゴール駅は同線の主要駅であり、西海岸と南海岸のセグメントの合流地点となっている。南部高速道路はスリランカで初の高速道路であり、ゴールと最大の都市コロンボを結んでいる。

## 公衆衛生
都市開発が進んだ影響で、ゴール市を中心とした半径15km圏では1日に約45トンの廃棄物が排出される。廃棄物処理は市の廃棄物管理局が行っており、ゴール市から15km離れた場所に新たに処分場を設置して対応している。2017年時点では老朽化したトラクターを主に使用していたが、日本の政府開発援助（草の根・人間の安全保障無償資金協力）によってごみ収集車5台が譲渡された。また、市職員に対しても1週間の技術普及研修が行われた。

## 施設
- ゴールの旧市街と要塞
- 国立ゴール博物館
- ゴール・インターナショナル・スタジアム

## 姉妹都市
- フェルセン（英語版）、オランダ 1998年

## 写真

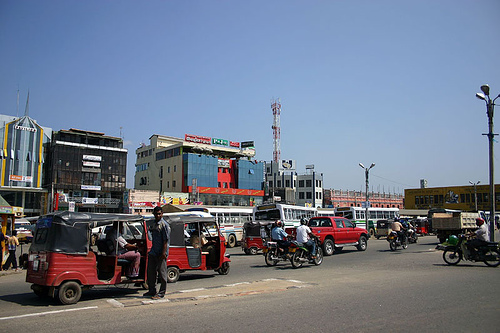
ゴールのストリート
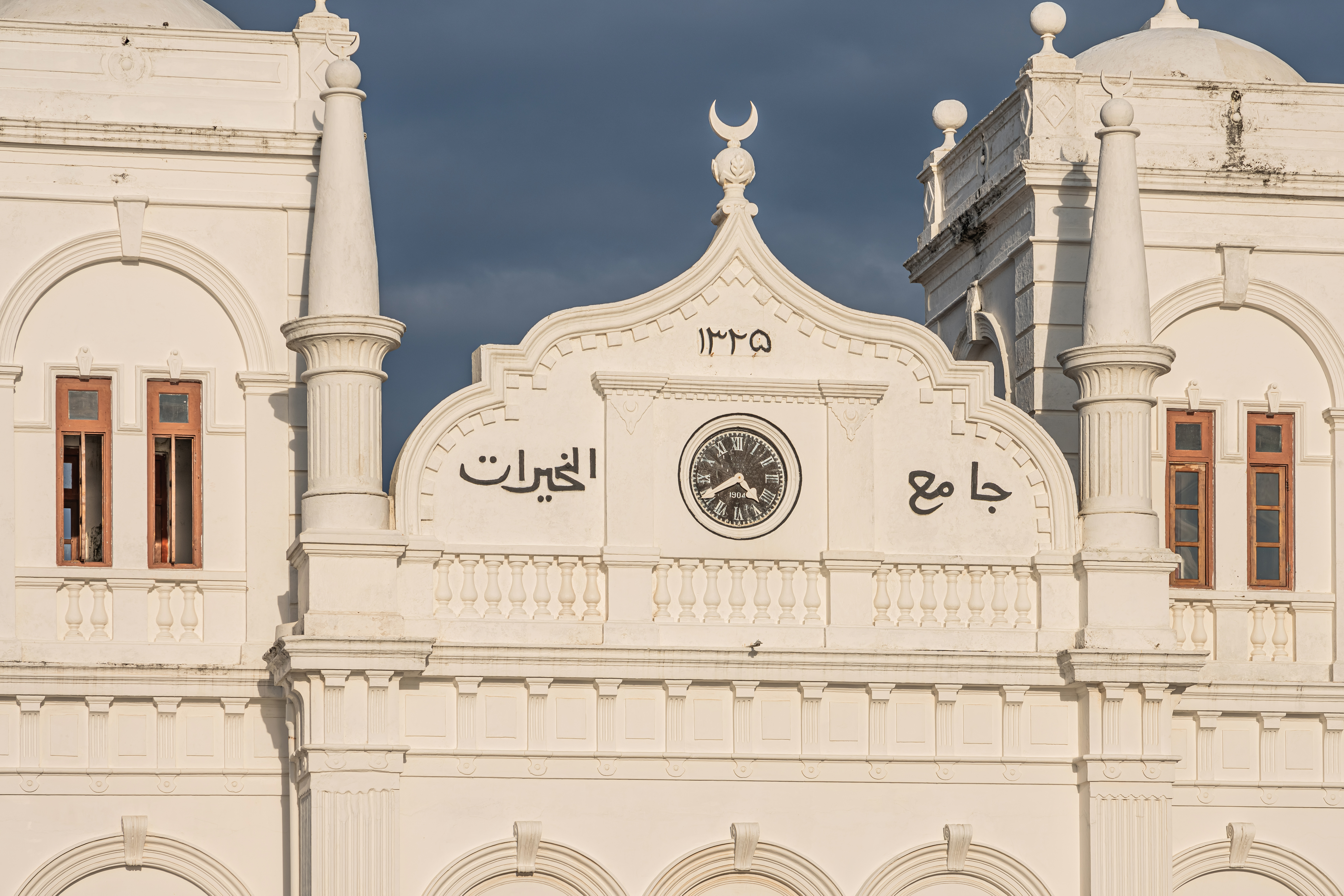
ゴール要塞のモスク
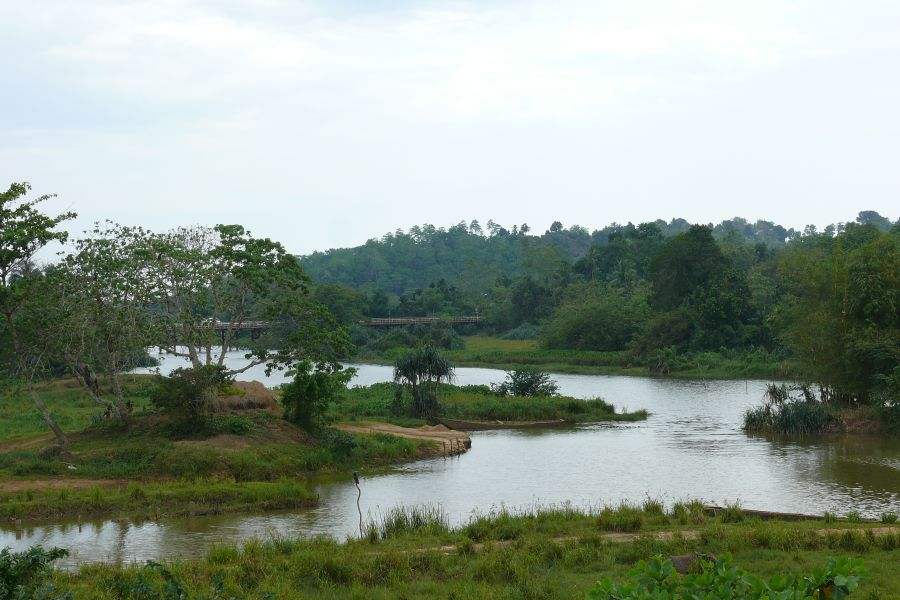
ゴールの田舎 (Wakwella)
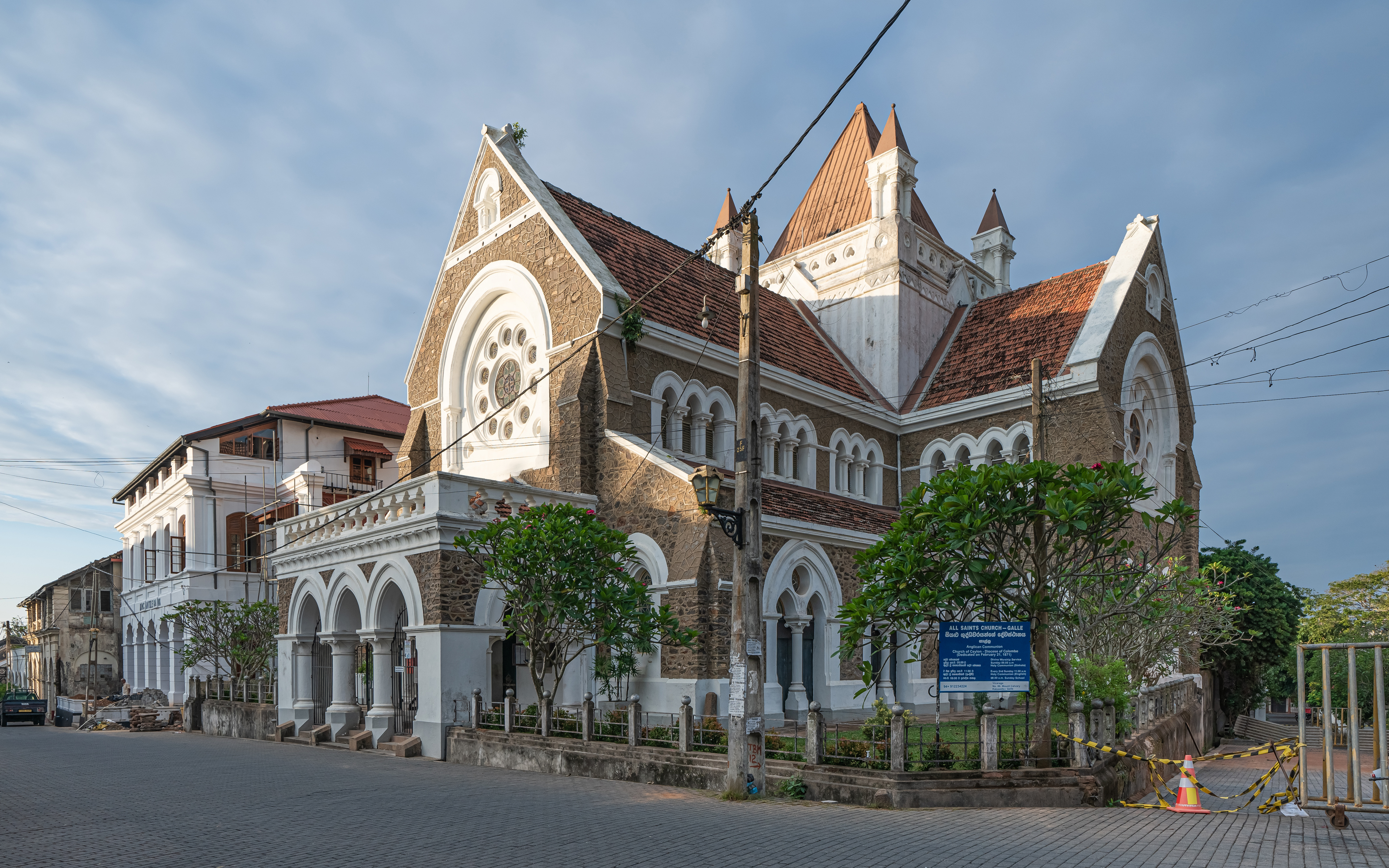
ゴール要塞の教会
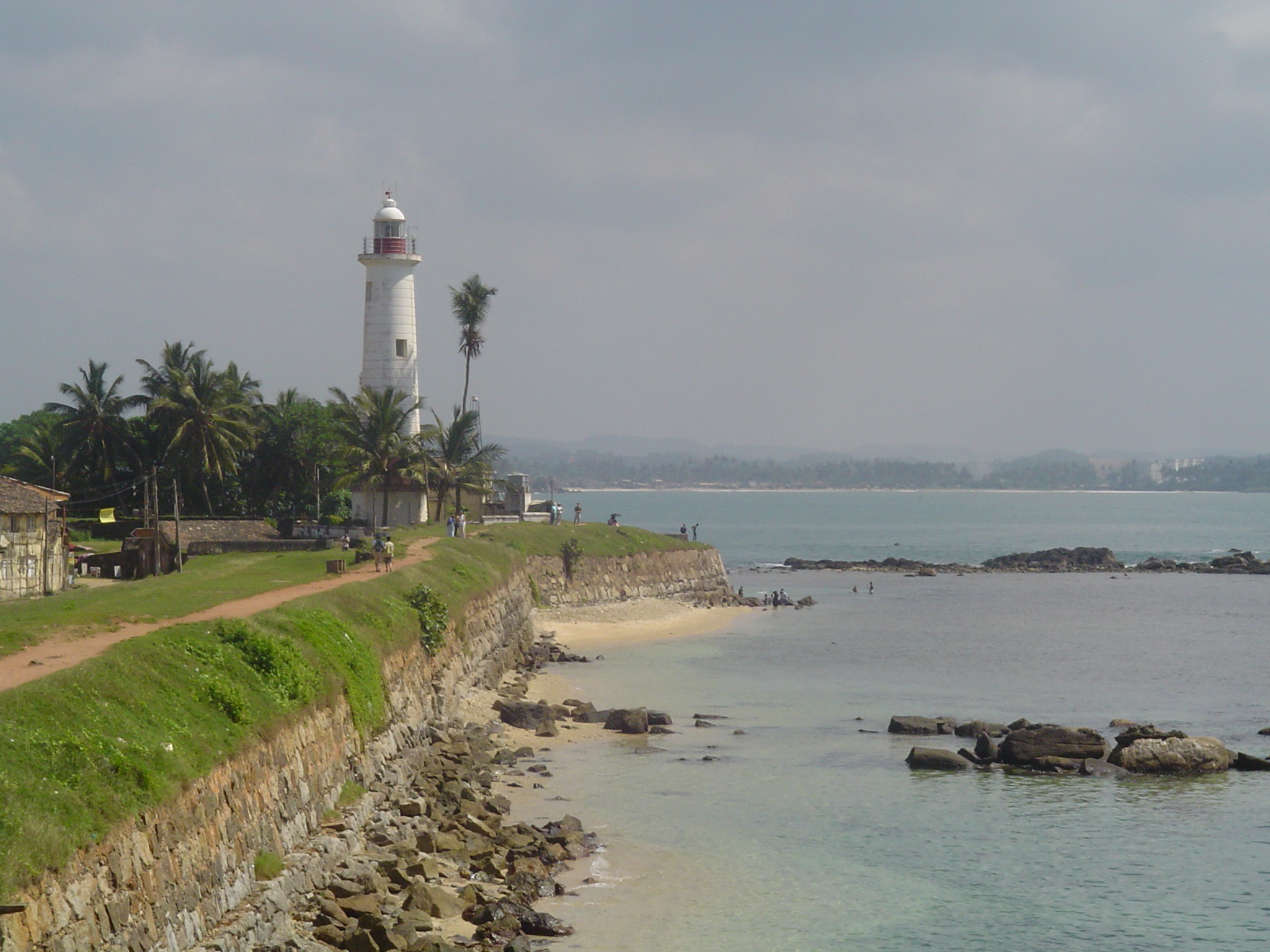
古い要塞と灯台
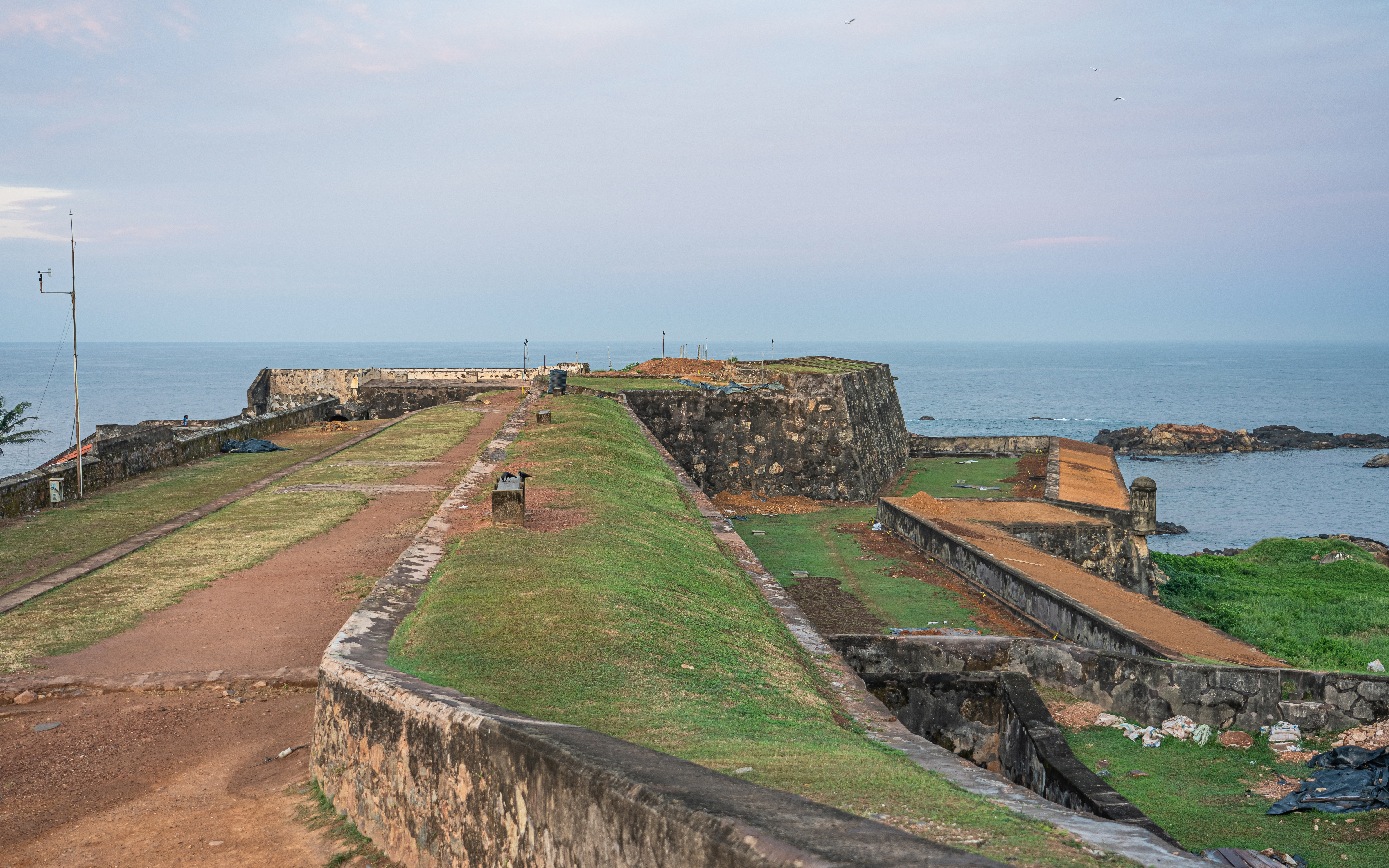
草に覆われた城壁
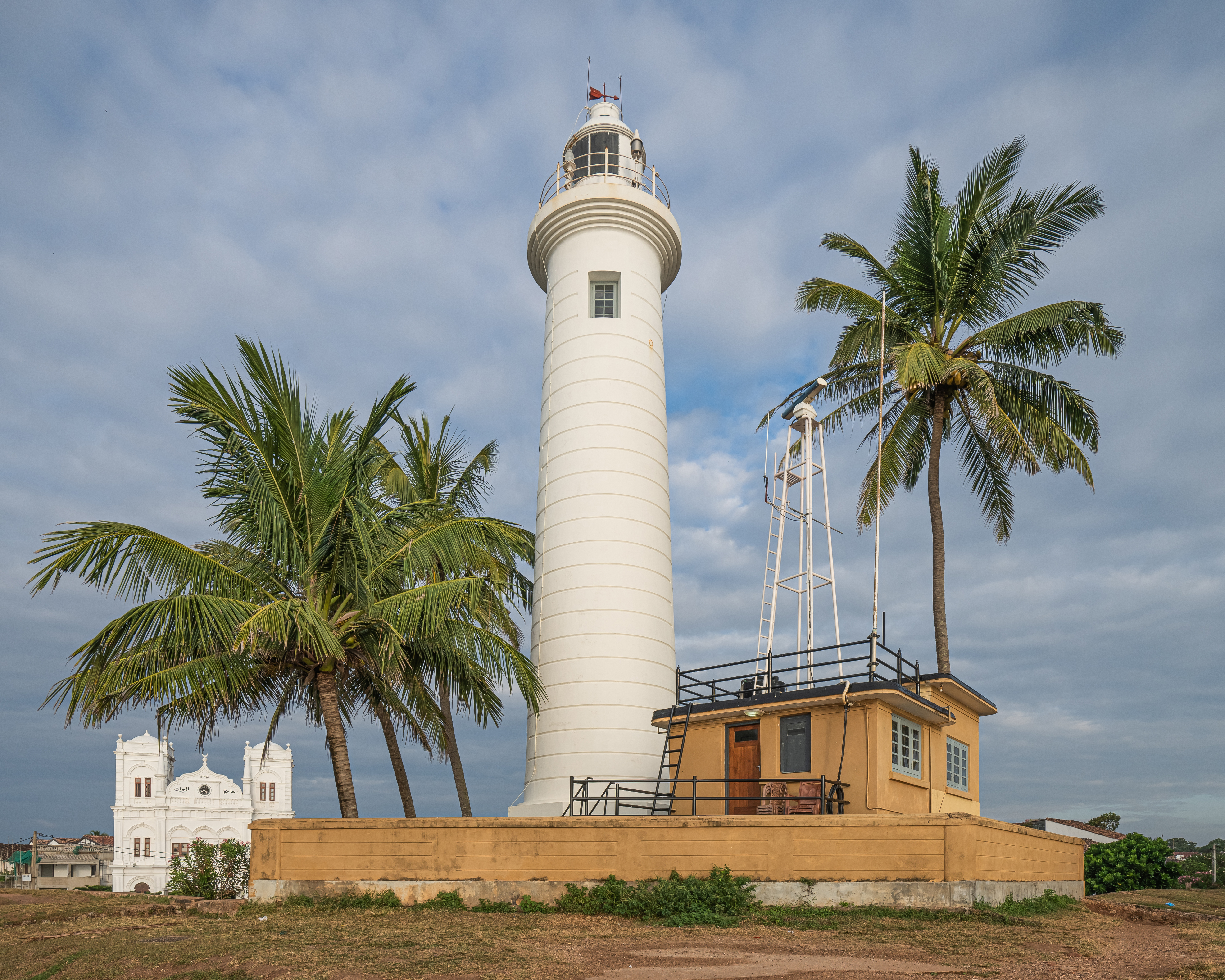
ゴール要塞の灯台